# Afrika (divadelní hra)
Afrika je divadelní hra z repertoáru Divadla Járy Cimrmana. Autory jsou Zdeněk Svěrák a Ladislav Smoljak, jako spoluautor je uváděn rovněž fiktivní český vynálezce, filosof a dramatik Jára Cimrman. Hra měla premiéru 4. října 2002 v Žižkovském divadle Járy Cimrmana v Praze. Ve hře vystupuje osm herců (sedm na scéně + jeden kulisák), což je nejvíce v dějinách divadla. Úryvky ze hry Afrika byly použity ve filmu Tatínek.
Do 30. června 2009 se uskutečnilo celkem 512 představení.

## Obsah hry
Stejně jako většina ostatních představení Divadla Járy Cimrmana, je i představení Afrika složeno ze dvou částí – série odborných referátů, týkajících se života a díla Járy Cimrmana a v druhé části pak ucelenějšího zpracování některého jeho díla.
Pořádek příspěvků vědeckého semináře (v závorce přednášející – postava ze hry):
- Rukopis železnobrodský (dr. Svěrák / prof. Smoljak – Emil Žába)
- Africká zvířena a Cimrman (ing. Rumlena / ing. Hraběta – Bohuslav Puchmajer)
- České koloniální výboje (prof. Čepelka / dr. Brukner – Cyril Metoděj)
- Cimrmanovo informační šapitó (ing. Penc / doc. Weigel – baron Ludwig Úvalský von Úvaly u Prahy)
- Cimrman a Sládek (prof. Čepelka / dr. Brukner – Cyril Metoděj)
- Opeřený had (dr. Svěrák / prof. Smoljak – Emil Žába)

Hra Afrika, jak již podtitul Češi mezi lidožravci naznačuje, pojednává o výpravě českých cestovatelů vzducholodí do nitra Afriky někdy na přelomu 19. a 20. století. Výpravu vede dr. Emil Žába, na palubě s ním cestuje misionář Cyril Metoděj, mecenáš výpravy baron Ludwig Úvalský von Úvaly u Prahy a řidič a konstruktér vzducholodi Bohuslav Puchmajer. Poté, co přistanou kdesi v africké džungli (poblíž pramenů Nilu), se snaží navázat přátelský vztah s tamním kmenem černochů albínů. Náčelník Líná Huba (zvaný Holé Neštěstí) a jeho poskoci Uku a Lele je uvítají nejprve vlídně, přijmou jejich dary a naučí se česky. Nicméně posléze vyjde najevo, že hodlají cestovatele sníst. Českou výpravu zachrání, že si domorodci během výuky češtiny oblíbili básně J. V. Sládka. Baron Úvalský je Sládkův kamarád, takže domorodcům slíbí, že když je nesnědí, vezmou je s sebou do Čech a umožní jim se se Sládkem setkat. Domorodci souhlasí a po návratu jsou všichni triumfálně přivítáni v Praze.
Ve hře Afrika je opakovaně využívána scénka  Jmelí, kterou Cimrman napsal jako univerzální dialog, resp. trialog, sloužící k překlenutí situace, kdy hercům na scéně vypadne text a selže i nápověda. Scénka je představena v rámci semináře, načež je pak několikrát nasazena i během samotné hry. (Podobný postup je použit ve hře Záskok, kde je v semináři představeno Cimrmanovo herecké desatero, které je pak během hry systematicky porušováno.).
Za zmínku stojí též parafráze známého vtipu ze hry Švestka, a sice vtip založený na jménech Žába a Pulec. Zde ve hře Afrika je tento nejen invertován, ale navíc zde získává další kuriózní rozměr vzhledem k tomu, že barona Ludwiga Úvalského, jenž se dr. Žáby ptá, zda není otcem jistého inženýra Pulce, hrávali původně stejný herec, jako Blažeje Motyčku, který ve hře Švestka vznáší analogický dotaz na Sváťu Pulce.

## Obsazení
Současné obsazení je uvedeno tučně, předchozí obsazení kurzívou. V roli básníka J. V. Sládka se na konci hry objeví dobrovolník z publika.
| Role           | Role                                   | Herci                                                                           |
| Úvodní seminář | Hra                                    | Herci                                                                           |
| -------------- | -------------------------------------- | ------------------------------------------------------------------------------- |
| přednášející   | Dr. Emil Žába                          | Zdeněk Svěrák 3 4 6, Vojtěch Kotek7 Ladislav Smoljak † 1 2 3 5                  |
| přednášející   | bratr Cyril Metoděj                    | Petr Reidinger 6 7, Petr Brukner 3 4 Miloň Čepelka 1 2 3 5                      |
| přednášející   | baron Ludwig Úvalský von Úvaly u Prahy | Robert Bárta 6 7 Jaroslav Weigel † 2 3 4, Bořivoj Penc † 1 3 5                  |
| přednášející   | Bohuslav Puchmajer                     | Genadij Rumlena 1 2 3 4 5 6 7 Jan Hraběta 3                                     |
| –              | náčelník Líná huba/Holé neštěstí       | Jan Hraběta 6 7 Jan Kašpar † 2 4, Pavel Vondruška † 1 3 5, Ladislav Smoljak †   |
| –              | domorodec Uku                          | Marek Šimon 1 4 6 7 Václav Kotek † 2 3 5, Michal Weigel                         |
| –              | domorodec Lele                         | Zdeněk Škrdlant 6 7, Petr Reidinger 2 3 Robert Bárta 1 4 5                      |
| asistent Plch* | –                                      | některý technik DJC (např. Michal Weigel 3 6, Luděk Minařík 7, Zdeněk Škrdlant) |
| –              | Josef Václav Sládek*                   | vybraný divák                                                                   |

- 1 – alternace z audionahrávky kolující po webu (2002)
- 2 – alternace z audionahrávky kolující po webu (2003)
- 3 – alternace z desky Supraphonu (2003)**
- 4 – alternace z audiovizuální nahrávky ČT (2004)
- 5 – alternace z úryvku předvedeném v představení 40 let Divadla Járy Cimrmana (2007)
- 6 – alternace z audiovizuální nahrávky kolující po webu (2022)
- 7 – alternace z audiovizuální nahrávky kolující po webu (2023)
- * němá role
- ** Zdeněk Svěrák, Petr Brukner, Jaroslav Weigel a Jan Hraběta účinkují pouze v semináři, ostatní herci pouze ve hře